# ريشة (زينة)
الريشة هي نوع خاص من ريش الطيور. غالباً ما يكون لها غرض زخرفي أو تزييني، ويشيع استخدامها من قبل الفرق الموسيقية ‏ والجيش، وتوضع على القبعة أو الخوذة.